# Berechtigung und Aufgabe der Predigt

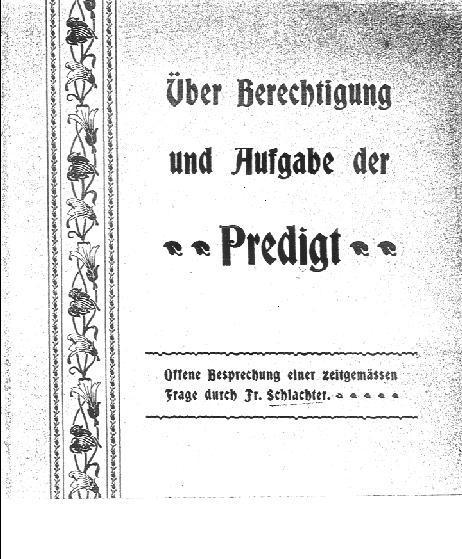

Berechtigung und Auftrag der Predigt ist der Titel eines Büchleins des pietistischen Erweckungspredigers Franz Eugen Schlachter, das die biblischen Hintergründe der Predigt des Evangeliums von Jesus Christus darstellt.
Er zeigt auf, welche Rolle die Predigt im Verhältnis zum „Zeugnisgeben“ spielt. Das „Zeugnisgeben“ wurde zu Schlachters Zeiten um 1900 stark durch die Heilsarmee praktiziert.
Außerdem handelt er die Frage nach der persönlichen Berufung eines Predigers ab und kommt zu dem Schluss, dass ohne persönliche göttliche Berufung keine echte Predigertätigkeit möglich sei.
Er behandelt das Thema intensiv und aus diversen Blickrichtungen.
In der Ausgabe von 1964 im Verlag Ernst Gilgen, Schriftenmission, Basel, ist zudem noch eine Kurzbiographie von Franz Eugen Schlachter enthalten. Sie ist verfasst von Gottfried Fankhauser. Es ist derselbe Artikel, der in der letzten Ausgabe von Schlachters Studienheft Der Schriftforscher 1911 erschienen war. Fankhauser war teilweise Schlachters Nachfolger als Redaktor der Zeitschrift Brosamen von des Herrn Tisch.